# Chloé Henry
Chloé Henry (Corpus Christi, Texas; 5 de marzo de 1987) es una gimnasta y saltadora de pértiga belga.

## Carrera
Natural del estado de Texas (Estados Unidos), a los 8 años de edad se trasladó con su familia a Bélgica, comenzando su carrera dentro de la gimnasia rítmica. Tiene doble nacionalidad (belga-estadounidense). Ya en Europa, empezó a participar en diversos campeonatos nacionales, extendidos después a europeos y mundial. Llegó a participar en las versiones inglesa y francesa del programa televisivo Ninja Warrior. En la edición de Francia, Henry consiguió llegar a las semifinales, siendo eliminada tras no poder superar el cuarto obstáculo de la prueba.
Dentro de la gimnasia rítmica, llegó a participar en el Campeonato europeo de 2004 (Ámsterdam), donde terminó en el puesto 35 en el ejercicio libre. También participó en 2006 en el Campeonato Mundial de Gimnasia Artística, que se celebró en Dinamarca, donde quedó en el puesto 77.º, como en el europeo (Grecia), donde acabó 21.º Llegó a clasificarse también para el campeonato mundial de 2007, pero una lesión en el codo le impidió participar en el mismo, lo que acarreó que quedara fuera también de la carrera para participar en los Juegos Olímpicos de Pekín de 2008.
En 2008 decidió cambiar su carrera deportiva, especializándose en el salto con pértiga. Tras cinco meses participando en esta modalidad, recibió su primera medalla de bronce, tras conseguir una marca de salto de 3,35 metros en el Campeonato de Bélgica de Atletismo. En 2011, se convirtió por primera vez en campeona nacional tras obtener el oro en el Campeonato de Bélgica de Atletismo en Pista Cubierta, con un salto de 3,85 metros.
En 2013 participó en su primera Universiada, celebrada en la ciudad rusa de Kazán, donde quedó sexta tras un salto de 4,30 metros. Repetiría en esta disciplina dos años después, en la Universiada de Coreal de Sur, ganando la medalla de bronce con un salto de 4,40 metros. En 2016 participaba en el Campeonato Europeo de Atletismo, donde no superó la fase clasificatoria, quedando en el puesto duodécimo al no poder mejorar su marca de 4 metros.

## Resultados

### Por temporada
| Representando a Bélgica | Representando a Bélgica                              | Representando a Bélgica | Representando a Bélgica | Representando a Bélgica |
| ----------------------- | ---------------------------------------------------- | ----------------------- | ----------------------- | ----------------------- |
| Año                     | Competición                                          | Lugar                   | Puesto                  | Marca                   |
| 2008                    | Campeonato de Bélgica de Atletismo                   | Bruselas                | 3.ª                     | 3,35 m.                 |
| 2009                    | Campeonato de Bélgica de Atletismo                   | Bruselas                | 2.ª                     | 3,85 m.                 |
| 2010                    | Campeonato de Bélgica de Atletismo                   | Bruselas                | 2.ª                     | 3,70 m.                 |
| 2011                    | Campeonato de Bélgica de Atletismo                   | Bruselas                | 2.ª                     | 3,85 m.                 |
| 2011                    | Campeonato de Bélgica de Atletismo en Pista Cubierta | Gante                   | 2.ª                     | 3,85 m.                 |
| 2012                    | Campeonato de Bélgica de Atletismo                   | Bruselas                | 1ª                      | 4,20 m.                 |
| 2012                    | Campeonato de Bélgica de Atletismo en Pista Cubierta | Gante                   | 1ª                      | 4,25 m.                 |
| 2013                    | Campeonato de Bélgica de Atletismo                   | Gante                   | 2.ª                     | 4,20 m.                 |
| 2013                    | Universiada                                          | Kazán                   | 6.ª                     | 4,30 m.                 |
| 2014                    | Campeonato de Bélgica de Atletismo                   | Bruselas                | 1.ª                     | 4,20 m.                 |
| 2014                    | Campeonato de Bélgica de Atletismo en Pista Cubierta | Gante                   | 1.ª                     | 4,25 m.                 |
| 2015                    | Campeonato de Bélgica de Atletismo                   | Bruselas                | 1.ª                     | 4,10 m.                 |
| 2015                    | Campeonato de Bélgica de Atletismo en Pista Cubierta | Gante                   | 1.ª                     | 4,20 m.                 |
| 2015                    | Universiada                                          | Gwangju                 | 3.ª                     | 4,40 m.                 |
| 2016                    | Campeonato Europeo de Atletismo                      | Ámsterdam               | 12.ª (q2)               | 4,00 m.                 |
| 2018                    | Campeonato de Bélgica de Atletismo                   | Bruselas                | 2.ª                     | 4,20 m.                 |

### Mejores marcas
| Disciplina                        | Marca   | Lugar       | Fecha                 |
| --------------------------------- | ------- | ----------- | --------------------- |
| Salto de pértiga (pista cubierta) | 4,42 m. | Waremme     | 22 de agosto de 2015  |
| Salto de pértiga (exterior)       | 4,33 m. | Zweibrücken | 28 de febrero de 2015 |